# کواکنبورک
شهر کواکنبورک (به آلمانی: Quakenbrück) در ایالت نیدرزاکسن در کشور آلمان واقع شده‌است.